# 유효 핵전하

유효 핵전하(effective nuclear charge)는 전자가 실질적으로 원자핵의 양성자로부터 느낄 수 있는 인력이다. 전자들의 가리움 효과로 인해 원자핵으로부터 멀어질수록 인력이 약해지는 것도 반영한 실질적인 핵전하이다. 바깥쪽의 전자도 가리움 효과를 줄 수 있는데 이는 전자가 파동 함수로 존재하기 때문에 그 위치가 정해진 것이 아니기 때문이다. 유효핵전하를 이해하면 원자반지름의 크기를 이해하는데 도움이 된다. 유효핵 전하는 이온화 에너지나 전기 음성도 등 원소들의 주기적 성질에 영향을 미친다.
유효 핵전하는 원자가전자(Valence Electron)와 핵심부 전자(Core Electron)에 대한 이해를 필요로 한다. 원자가전자는 원자의 가장 바깥 전자껍질에 존재하는 전자를 말하며, 핵심부 전자는 원자가전자를 제외한 나머지 전자, 즉 안쪽 전자껍질에 존재하는 전자이다.

## 최외각 전자의 유효 핵전하의 경향성
주기율표에서 왼쪽에서 오른쪽으로 갈수록, 위에서 아래로 갈수록 유효 핵전하는 증가한다. 주기율표에서 왼쪽에서 오른쪽으로 갈수록 양성자의 전하와 전자의 수가 증가하게 되는데, 상대적으로 증가하는 양성자의 힘이 증가하는 전자의 반발력보다 세기 때문에 원자번호가 증가할수록 최외각전자의 유효 핵전하는 증가하게 된다. 그러나 주기가 바뀌는 경우 새로운 전자껍질로 인한 가려막기 효과로 유효 핵전하가 감소함을 볼 수 있다.

## 유효 핵전하 계산
유효 핵전하( {\displaystyle Z_{eff}})는 다전자 원자에서, 원자가전자(Valence Electron)가 느끼는 핵전하이다. 다전자 원자에서, 각 전자는 원자핵에는 끌리고, 전자들끼리는 반발한다. 따라서 전자의 핵전하는 인력과 반발력이라는 2가지 인자에 의존한다. 각 전자의 유효 핵전하는 ( {\displaystyle Z}: 실제 핵전하, {\displaystyle S}: 가리움 상수) 식으로 계산할 수 있다. 이 식에서 보면 유효 핵전하( {\displaystyle Z_{eff}})는 가리움 상수({\displaystyle S})만큼 감소하는데, {\displaystyle S}는 핵심부 전자의 수와 밀접한 비례하는 관계가 있다. 정확한 {\displaystyle S}값을 사용해서, 정확한 {\displaystyle Z_{eff}}값을 계산할 수 있고, {\displaystyle S}=[핵심부 전자 수]로 가정해서, 간단히 {\displaystyle Z_{eff}}값을 구할 때도 있다.

## 가리움 상수 계산 (Slater’s rule)
1. 원소의 전자 배치 후 주양자수 순서대로 배치한다. 예를 들어, 에너지 준위에 따라 전자를 배치하면 1s 2s 2p 3s 3p 4s 3d 와 같이 되지만, 가리움 상수를 계산하기 위해서는 1s 2s 2p 3s 3p 3d 4s 와 같이 주양자수만을 고려하여 배치한다.
2. 같은 주양자수의 s와 p를 함께 묶어주고 d와 f를 따로 묶어준다. (1s) (2s 2p) (3s 3p) (3d) (4s 4p) 와 같이 묶어주면 된다.
3. 같은 그룹에 있는 전자는 0.35 만큼 가리운다. 예외적으로 1s 전자는 0.30 만큼 가리운다.
4. (n-1) 껍질에 있는 전자는 0.85 만큼 가리운다.
5. (n-2) 껍질에 있는 전자는 1만큼 가리운다.
6. nd, nf에 전자가 존재할 경우 이 오비탈보다 왼쪽의 오비탈은 1만큼 가린다.

## 같이 보기
- 전기 음성도
- 란타넘족 수축
- 가리움 효과